# Агидель (порода уток)

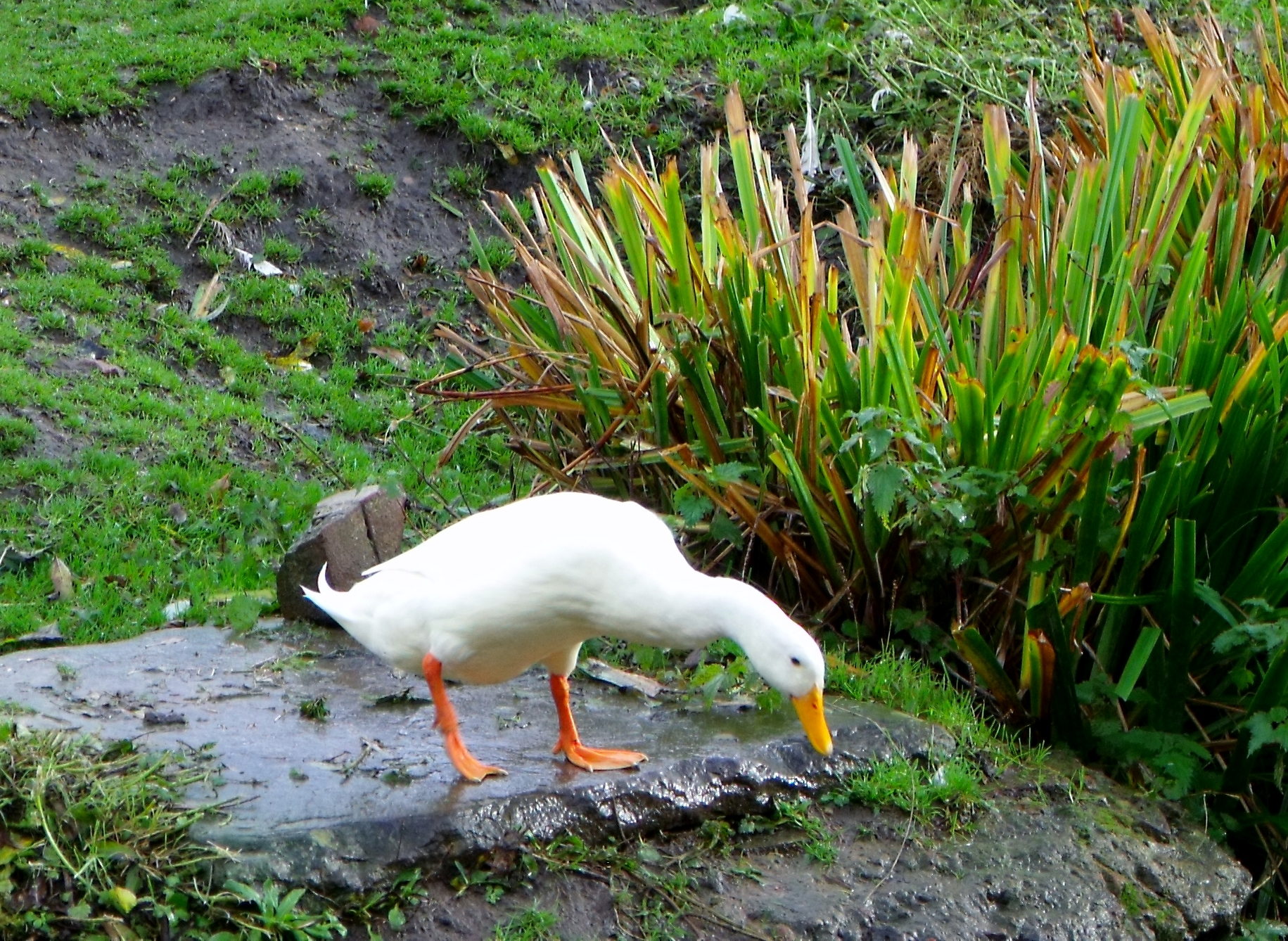
Утка Агидель на ферме.

Агидель — порода уток.

## Внешний вид
Утки Агидель имеют длинную голову, клюв широкий оттенка розового-белого. Глаза тёмные, посажены высоко. Шея толщины средней, длинная. Глубокая грудь вперёд выступающая. Длинная, широкая спина, туловище хорошо поставлено и практически горизонтальна. Оперение — белое, полное отсутствие оттенков. Короткие ноги, толщины средней, светло-оранжевого цвета.

## Весовые характеристики
Утки Агидель характеризуются быстрым набором веса. При правильном питании и благоприятных условиях сдерживания в 6 недель вес птицы — в среднем 3,2 кг для селезня и 2,95 для утки. Передержка поголовья птицы на неделю от контрольной точки приведёт к показателю 3,79 для самца.

## Яйценоскость породы
Яйценоскость за 40 недель продуктивности 257 яиц. Масса яиц — 90 г.